# Иоанн Болгарский (мученик)
Блаженный Иоанн Болгарский (около 1763, Османская империя — 5 марта 1784, Стамбул) — болгарский православный святой, мученик XVIII века, память которого отмечается 5 марта.

## Биография
Болгарин по происхождению и образованию. В 18-летнем возрасте отрекся от христианства и принял ислам. Позже покаялся и отправился на Афон, где три года служил духовно одному из старцев в Великой Лавре.
В 1784 году отправился в Константинополь и 5 марта в переоборудованной в мечеть «Святой Софии» начал креститься и молиться по-христиански, а на вопрос, почему он это сделал, ответил, что Христос — Сын Божий и Бог. Османы немедленно обезглавили его во дворе храма.